# Arda Peak
Arda Peak är en bergstopp i Antarktis. Den ligger i Sydshetlandsöarna. Argentina, Chile och Storbritannien gör anspråk på området. Toppen på Arda Peak är 236 meter över havet.
Terrängen runt Arda Peak är varierad. Havet är nära Arda Peak åt sydväst. Trakten är glest befolkad. Närmaste befolkade plats är St. Kliment Ohridski Base, 12,1 kilometer norr om Arda Peak. 